# Liste der brasilianischen Botschafter in Südkorea
Die brasilianische Botschaft befindet sich in den Stockwerken vier und fünf des 141, IHN Gallery Bldg.,  Palpan-dong Seoul.
| Ernannt       | Name                                    | Bemerkungen                                                                    | ernannt während der Regierung von | akkreditiert während der Regierung von | Posten verlassen |
| ------------- | --------------------------------------- | ------------------------------------------------------------------------------ | --------------------------------- | -------------------------------------- | ---------------- |
| 1965          | Roberto Barthel Rosa                    | Geschäftsträger                                                                | Humberto Castelo Branco           | Park Chung-hee                         | 1967             |
| 23. Juni 1967 | Roberto Barthel Rosa                    | Botschafter                                                                    | Artur da Costa e Silva            | Park Chung-hee                         | 28. Nov. 1968    |
| 1968          | Jorge Alberto Nogueira Ribeiro          | Geschäftsträger                                                                | Artur da Costa e Silva            | Park Chung-hee                         | 1969             |
| 1. Feb. 1969  | Milton Telles Ribeiro                   |                                                                                | Emílio Garrastazu Médici          | Park Chung-hee                         | 20. Apr. 1973    |
| Okt. 1973     | Joaquim de Almeida Serra                | (* 13. Mai 1918 in Barbacena, Minas Gerais) 1957: Geschäftsträger in Pretoria. | Emílio Garrastazu Médici          | Park Chung-hee                         | 7. März 1975     |
| 8. März 1975  | Roberto de Salvo Coimbra                | Geschäftsträger                                                                | Ernesto Geisel                    | Park Chung-hee                         | 27. Juli 1975    |
| 28. Juli 1975 | Joaquim de Almeida Serra                | Ab 4. März 1977 Botschafter in Kinshasa.                                       | Ernesto Geisel                    | Park Chung-hee                         | 4. März 1977     |
| 22. Juli 1987 | Moacyr Moreira Martins Ferreira         |                                                                                | José Sarney                       | Chun Doo-hwan                          |                  |
| 16. Mai 1996  | Sérgio Barbosa Serra                    | [ 1 ]                                                                          | Fernando Henrique Cardoso         | Kim Young-sam                          |                  |
| 23. Apr. 2003 | Pedro Paulo Pinto Assunpção             | [ 2 ]                                                                          | Luiz Inácio Lula da Silva         | Roh Moo-hyun                           |                  |
| 20. Juni 2006 | Celina Maria Assumpção do Valle Pereira | [ 3 ]                                                                          | Luiz Inácio Lula da Silva         | Roh Moo-hyun                           |                  |
| 27. Nov. 2008 | Edmundo Sussumu Fujita                  | [ 4 ]                                                                          | Luiz Inácio Lula da Silva         | Lee Myung-bak                          |                  |